# Mary Onyali-Omagbemi
Mary Onyali-Omagbemi (3 de fevereiro de 1968) é uma antiga atleta nigeriana, especialista em provas de velocidade pura, que participou em cinco edições dos Jogos Olímpicos de Verão, onde obteve duas medalhas de bronze.
Foi campeã africana e ganhou os 200 metros dos Jogos da Commonwealth em 1994.

## Recordes pessoais
Outdoor
| Prova      | Tempo   | Data                 | Local                               | Notas              |
| ---------- | ------- | -------------------- | ----------------------------------- | ------------------ |
| 100 metros | 10,97 s | 15 de agosto de 1993 | Estugarda, Alemanha                 |                    |
| 200 metros | 22,07 s | 14 de agosto de 1996 | Zurique, Suíça                      | Recorde da Nigéria |
| 400 metros | 54,21 s | 11 de maio de 2000   | College Station, TX, Estados Unidos |                    |

Indoor
| Prova      | Tempo   | Data                    | Local              | Notas              |
| ---------- | ------- | ----------------------- | ------------------ | ------------------ |
| 50 metros  | 6,24 s  | 25 de fevereiro de 2001 | Liévin, França     |                    |
| 60 metros  | 7,19 s  | 9 de fevereiro de 2001  | Chemnitz, Alemanha |                    |
| 200 metros | 23,05 s | 13 de fevereiro de 1993 | Liévin, França     | Recorde da Nigéria |